# Liste von Söhnen und Töchtern der Stadt Anklam
In der Hansestadt Anklam geborene Personen in der Reihenfolge ihres Geburtsjahrgangs.

## 16. und 17. Jahrhundert

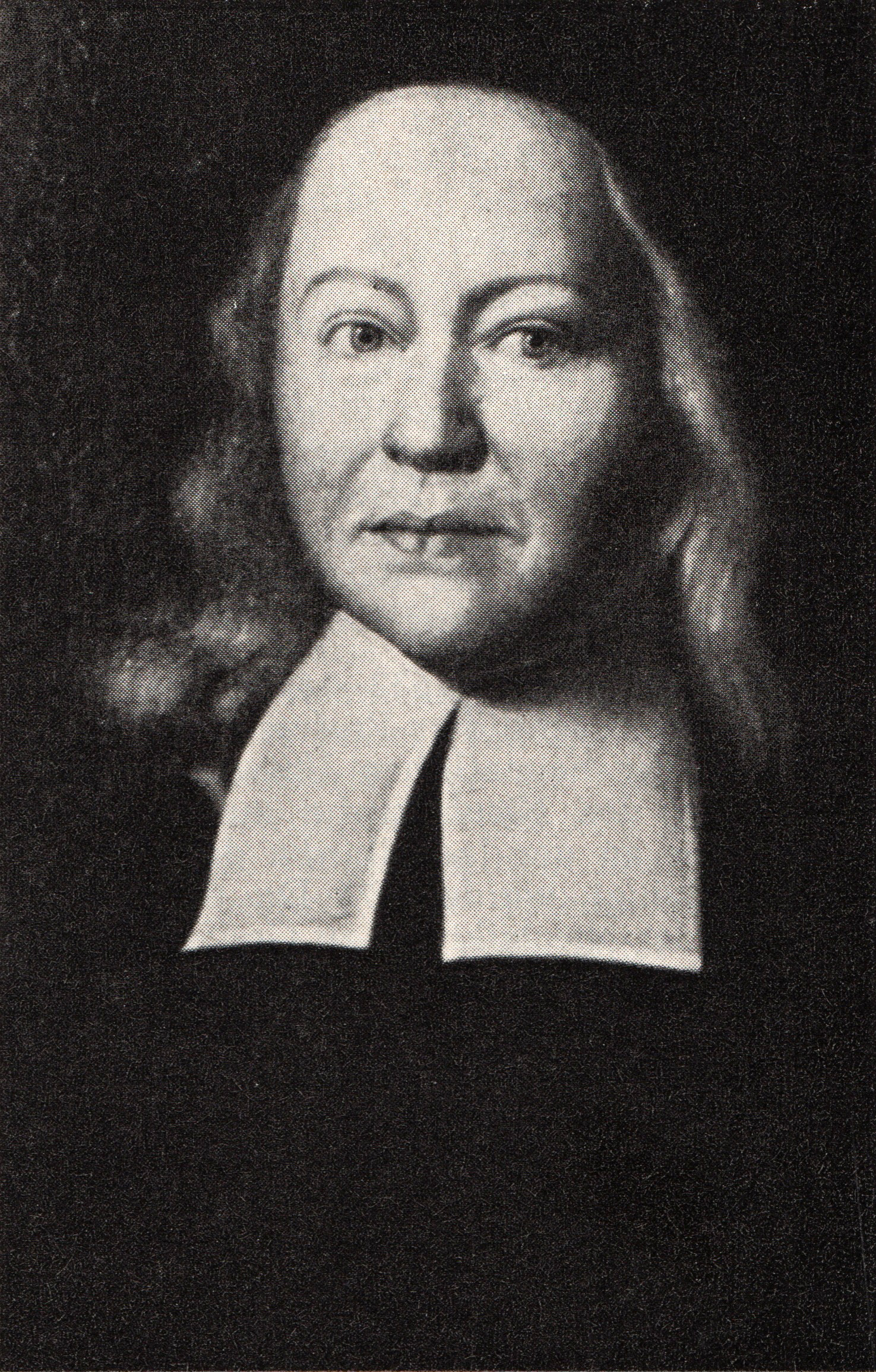
Jakob III. Balthasar
(1594–1670)

Christian Andreas Cothenius
(1708–1789)

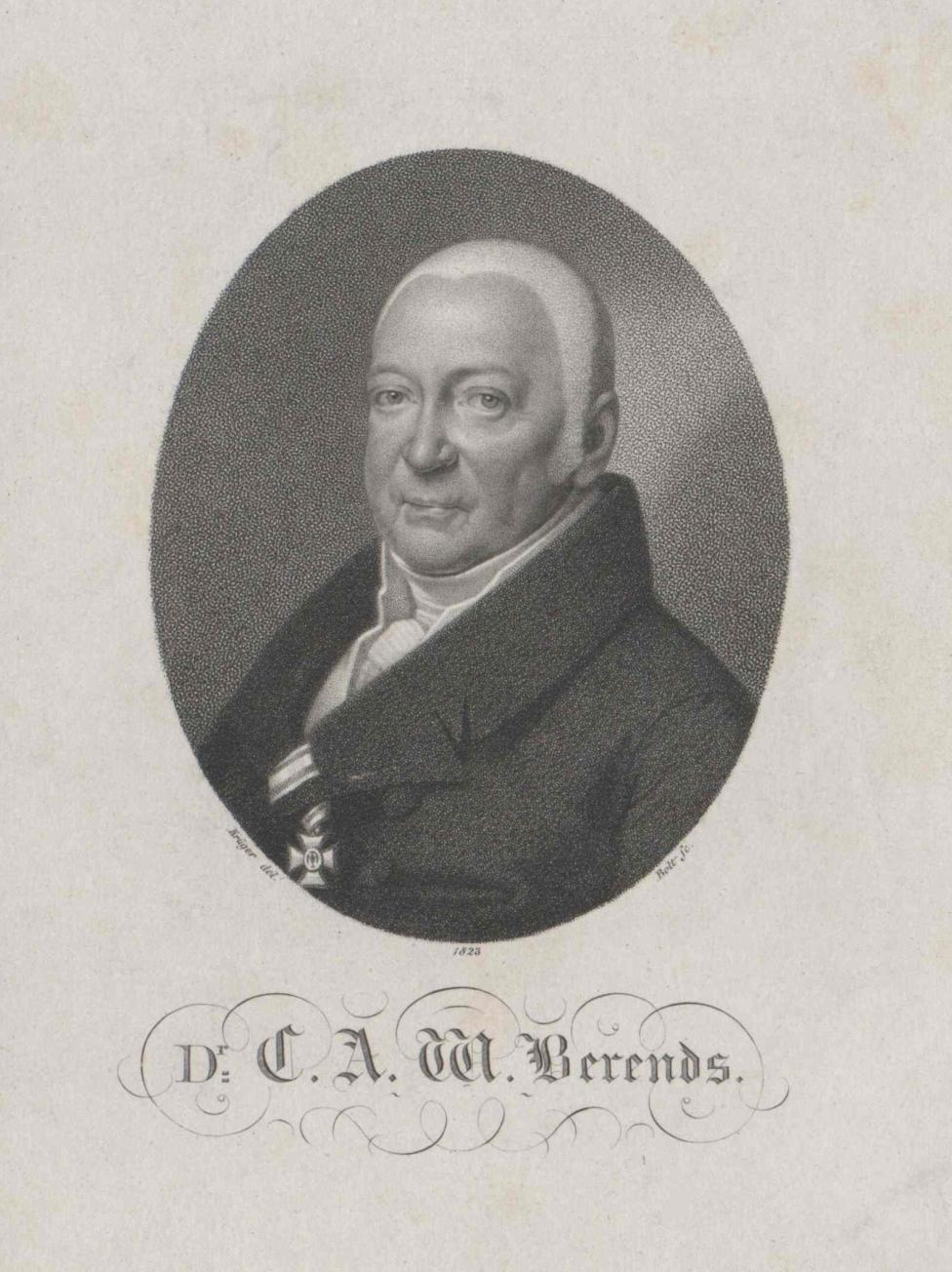
Carl August Wilhelm Berends
(1759–1826)

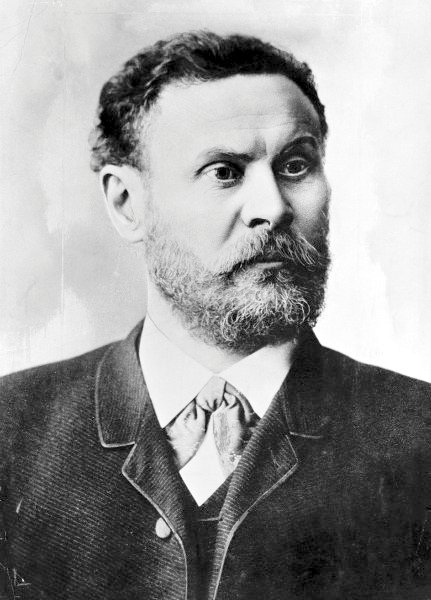
Otto Lilienthal
(1848–1896)

Alice Hechy
(1893–1973)

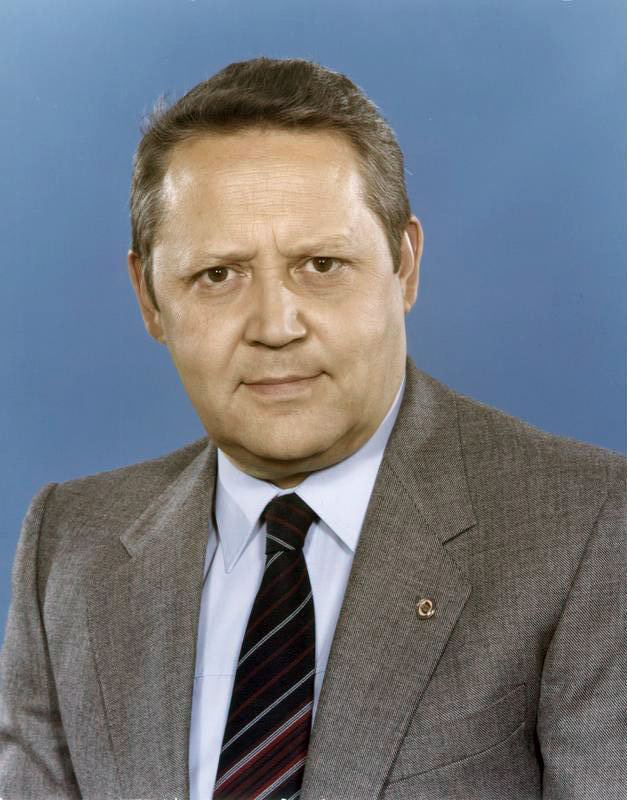
Günter Schabowski
(1929–2015)

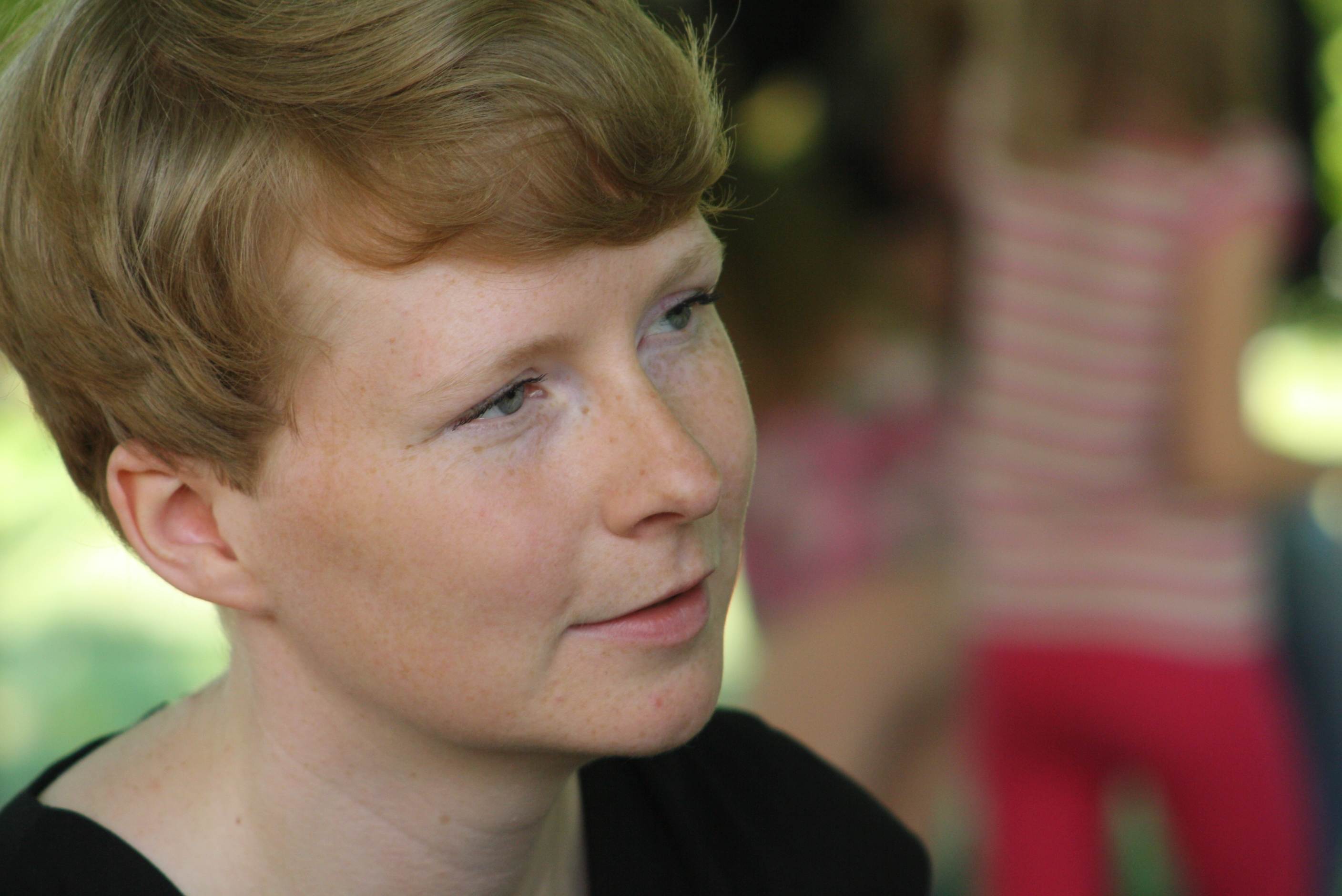
Judith Zander
(* 1980)

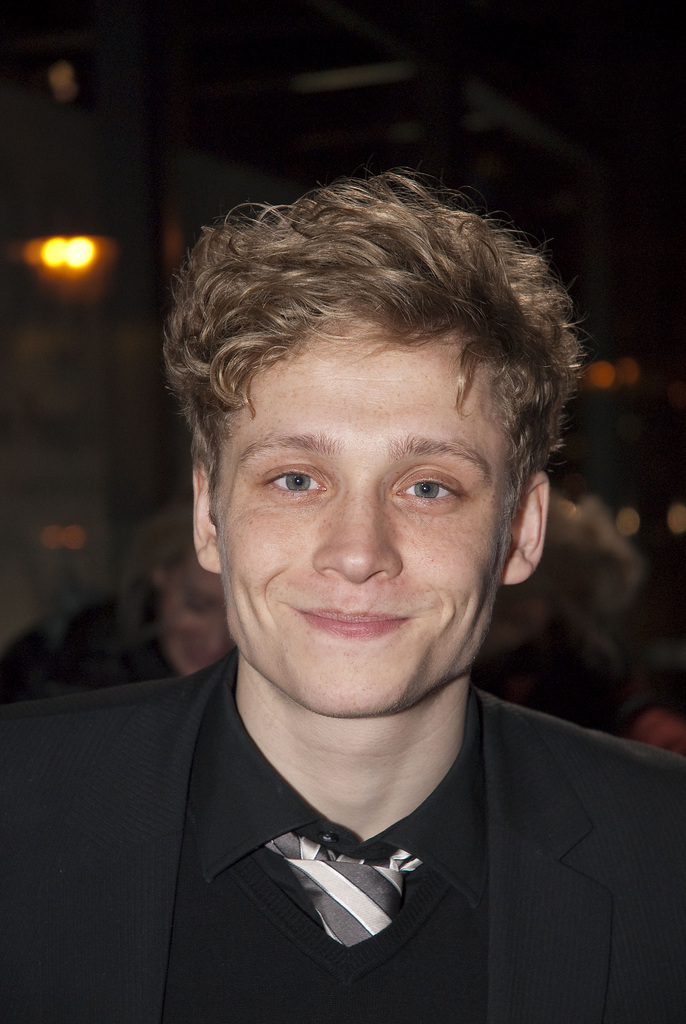
Matthias Schweighöfer
(* 1981)

- Jakob Balthasar (III.) (1594–1670), Praepositus an der Marienkirche, Konrektor der Stadtschule
- Jakob Balthasar (IV.) (1618–1691), Theologe
- Joachim Rosenow (1618–1701), Mathematiker
- Augustinus Balthasar (1632–1688), evangelischer Theologe, Generalsuperintendent von Schwedisch-Pommern
- Christoph Helwig senior (1642–1690), Mediziner
- Jakob Balthasar (1652–1706), Rechtsgelehrter, Professor in Greifswald, Regierungsrat in Rostock
- Augustin Buddeus (1695–1753), Mediziner
- Johann Franz Buddeus (1667–1729), Philosoph, evangelischer Theologe, Professor in Halle und Jena
- Augustin Grischow (1683–1749), Mathematiker und Meteorologe
- Andreas Westphal (1685–1747), Historiker
- Christian Nicolaus von Winsheim (1694–1751), Astronom und Geograph, wirkte ab 1718 in Sankt Petersburg
- Theodor Trendelenburg (1696–1765), evangelisch-lutherischer Theologe, Superintendent für Mecklenburg-Strelitz

## 18. Jahrhundert
- Christian Andreas Cothenius (1708–1789), Leibarzt Friedrichs II.
- Paschen von Cossel (1714–1805), Jurist, Reichsvikar, Domherr des Hamburger Domkapitels
- Nikolaus Albrecht von Baehr (1717–1797), königlich-preußischer Generalmajor
- Joachim Friedrich Pauli (1719–1791), Kommunaljurist, Oberbürgermeister von Stettin
- Friedrich Albrecht Carl Hermann von Wylich und Lottum (1720–1797), preußischer General der Kavallerie
- Carl Friedrich Stavenhagen (1723–1781), Anklamer Chronist
- Johann Carl Wilhelm Bartels (1755–?), preußischer Beamter
- Carl August Wilhelm Berends (1759–1826), Mediziner, ab 1815 Leiter der Charité
- Karl Friedrich Wilhelm Hasselbach (1781–1864), Historiker und Gymnasiallehrer am Marienstiftsgymnasium in Stettin
- Johann Friedrich John (1782–1847), Chemiker und Pharmakologe
- Johann Friedrich von Stülpnagel (1786–1865), preußischer Hauptmann und Kartograph
- Karl von Hertzberg (1789–1856), preußischer Generalmajor
- August Schmidt (1795–1899), preußischer Soldat und Goldschmied

## 19. Jahrhundert
- Victor Kolbe (1809–1888), Rittergutsbesitzer, Jurist und Reichstagsabgeordneter
- Ferdinand von Borcke (1811–1883), preußischer Generalleutnant
- Hermann Kretzschmer (1811–1890), Maler und Radierer
- Bernhard Peters (1817–1866), Maler, Zeichner und Zeichenlehrer
- Julius Franz Lauer (1819–1850), Philologe und Hochschullehrer
- Abraham Wertheim (1819–1891) und Theodor Wertheim (ca. 1824–1906), beide Kaufmann und Gründer des Warenhaus-Konzerns Wertheim[1]
- Ludwig von Henk (1820–1894), Vizeadmiral der Kaiserlichen Marine, Reichstagsabgeordneter
- Karl Friedrich Wilhelm Koch (1830–1889), Lehrer in Hamburg, Reichstagsabgeordneter
- Heinrich Kreplin (1834–1909), geodätischer Ingenieur und Kartograf
- Rudolf Tancré (1842–1934), Kaufmann, Seifenfabrikant, Naturalienhändler, Entomologe und Ornithologe
- Otto Fielitz (1844–1922), Architekt, Stadtbaurat in Flensburg
- Hugo Rühl (1845–1922), Turnlehrer und Sportfunktionär
- Paul Burmeister (1847–1923), Maler
- Otto Lilienthal (1848–1896), Flugpionier
- Anton Edzardi (1849–1882), Germanist
- Gustav Lilienthal (1849–1933) Baumeister und Sozialreformer
- Emil Rosenberg (1849–1929), Altphilologe
- Wilhelm Friedrich (1851–1925), Verleger
- Oskar von Schuckmann (1851–1920), Konteradmiral
- Bogislav Friedrich Wilhelm von Schwerin (1851–1926), preußischer General der Infanterie
- Albert Güldenpenning (1854–1896), Klassischer Philologe und Gymnasiallehrer
- Ernst Wilhelm Wagner (1857 – nach 1927), Philologe
- Ernst von Eisenhart-Rothe (1862–1947), General und Militärschriftsteller
- Carl Halle (1863–1934), Jurist, Ministerialbeamter, Präsident der Reichsschuldenverwaltung
- M. Düsterbrock (1865–1947), eigentlich Luise Kaliebe, Dramatikerin und Heimatdichterin
- Konrad Maß (1867–1950), Kommunalpolitiker, Schriftsteller und Sachbuchautor
- Johanna Gadski (1870–1932), Opernsängerin
- Julius Urgiß (1873–1948), Drehbuchautor
- Detwig von Oertzen (1876–1950), Evangelischer Geistlicher und Missionar
- Heinrich Sahm (1877–1939), Politiker (Oberbürgermeister Berlins)
- Ulrich von Hassell (1881–1944), Diplomat und NS-Gegner
- Kurt von Briesen (1883–1941), Offizier, zuletzt General der Infanterie im Zweiten Weltkrieg
- Walter (Georg Karl) Schröder (1884–1955), Pastor und Schriftsteller
- Paul Hegenbart (1884–1945), Widerstandskämpfer gegen den Nationalsozialismus
- Max Uecker (1887–1978), Bildschnitzer
- Paul Beintker (1889–nach 1938), nationalsozialistischer Funktionär
- Ulrich Sander (1892–1972), Schriftsteller und Maler
- Alice Hechy (1893–1973), Schauspielerin und Sängerin
- Max Burwitz (1896–1974), Lehrer, Sozialdemokrat, Oberbürgermeister von Greifswald und Rostock
- Konrad Adolf Lattner (1896–1979), Maler
- Walther Awe (1900–1968), Pharmazeut und Hochschullehrer

## 20. Jahrhundert
- Detlev Brüning (1901–1992), Pionier für Forstdüngung in der DDR
- Klaus Wilhelm Rath (1902–1981), Wirtschaftswissenschaftler
- Hans-Heinrich Scheffer (1903–1981), Politiker
- Siegfried Burmeister (1906–1998), Maler, Musiker und Schriftsteller
- Wolfgang Borelly (1906–1989), Bauingenieur
- Werner Neugebauer (1908–2002), Archäologe
- Eginhard Wegner (1918–2001), Geograph
- Klaus-Jürgen Ebelt (1922–1996), Politiker (LDPD)
- Hans-Joachim Marx (1923–2010), Komponist und Dirigent
- Heinrich Hannover (1925–2023), Jurist und Autor
- Dietrich W. Prost (1928–2000), Organist, Orgelsachverständiger, Kantor
- Heinrich Albrecht (* 1929), Ingenieur
- Erwin Arndt (* 1929), Germanist
- Wolfgang von Philipsborn (1929–2017), Chemiker
- Günter Schabowski (1929–2015), Politiker (SED)
- Heinz Voßke (* 1929), Archivar und Historiker
- Roland Wienholz (1930–1992), Geologe
- Rosemarie Fret (* 1935), Schriftstellerin und Fotografin
- Eddy Marron (1938–2013), Jazzmusiker
- Peter Hein (* 1943), Ruderer
- Rüdiger Joswig (* 1949), Schauspieler und Synchronsprecher
- Dieter Quaas (* 1950), Politiker (DBD, CDU)
- Hans-Dieter Sill (* 1950), Mathematikdidaktiker und emeritierter Hochschullehrer
- Hans-Jürgen Westphal (* 1951), Ingenieur und Dresdner Stadtoriginal
- Jürgen Zelm (* 1953), Politiker (SED/PDS), DFB-Landestrainer
- Rolf-Jürgen Gebert (* 1955), Schauspieler
- Angelika B. Hirsch (* 1955), Religionswissenschaftlerin und Autorin
- Bernd Schubert (* 1955), Politiker (CDU), Bürgerbeauftragter
- Wilfried Hornburg (* 1956), Museumsleiter
- Wilfried Hark (* 1960), Sportreporter
- Rex Joswig (* 1962), Musiker
- Gernot Schmidt (* 1962), Politiker (SPD) und Landrat
- CX Huth (* 1964), eigentlich Christian Huth, Comic-Zeichner und Illustrator
- Christiane Latendorf (* 1968), Malerin
- Thomas Stöß (* 1969), Komponist
- Michael Ebert (* 1970), Polizist
- Sigrun Reese (* 1970), Politikerin (FDP)
- Matthias Manthei (* 1972), Jurist, Politiker (AfD, BMV, FW, CDU)
- Steffen Berkhahn (* 1975), Musiker und DJ
- Martin Wiese (* 1976), Neonazi
- Marcel Falk (* 1977), Politiker (SPD), Mitglied des Landtags von Mecklenburg-Vorpommern
- Judith Zander (* 1980), Schriftstellerin
- Matthias Schweighöfer (* 1981), Schauspieler
- Sandro Stallbaum (* 1981), Fußballspieler
- Matthias Vogler (* 1981), Politiker, Landtagsabgeordneter in Bayern (AfD)
- Paul Schröder (* 1982), Schauspieler und Synchronsprecher
- Marko Hübenbecker (* 1986), Bobfahrer
- Florian Stritzel (* 1994), deutsch-österreichischer Fußballspieler

## Einzelbelege
1. ↑  Erica Fischer, Simone Ladwig-Winters: Die Wertheims : Geschichte einer Familie. Rowohlt Verlag 2004, S. 13–22.